# Манойленко Станіслав Васильович
Станіслав Васильович Манойленко — старший солдат Збройних сил України, учасник російсько-української війни, нагороджений орденом «За мужність».

## Нагороди
6 жовтня 2014 року — за особисту мужність і героїзм, виявлені у захисті державного суверенітету та територіальної цілісності України, вірність військовій присязі під час російсько-української війни, відзначений — нагороджений орденом «За мужність» III ступеня.